# KAGRA
KAGRA (Kamioka Gravitational Wave Detector, auch jap. かぐら) ist ein japanischer Gravitationswellendetektor, der sich in der Kamioka-Mine im früheren Kamioka (heute Hida) der Präfektur Gifu in Japan befindet. Es wird vom Institute for Cosmic Ray Research (ICRR) der Universität Tokio betrieben. Der frühere Projektname war Large-scale Cryogenic Gravitational wave Telescope (LCGT). Der Bau begann im Jahr 2010 und wurde 2017 abgeschlossen. Der Detektor wurde seit Frühjahr 2018 getestet, der erste Beobachtungslauf begann im Februar 2020.
Der Detektor basiert auf dem Prinzip eines Fabry-Pérot-Interferometers. Er hat eine Armlänge von 3 km. Der verwendete Laser hat eine Leistung von rund 80 W. Die Spiegel bestehen aus Saphir und werden auf 20 K heruntergekühlt, um thermisches Rauschen zu reduzieren. Die untere Nachweisgrenze des Detektors liegt bei Amplituden von 3·10−24 m bei einer Frequenz von 100 Hz.

## Besonderheiten
Dieser Detektor ist der bislang einzige interferometrische Gravitationswellendetektor, der mit Kryotechnik arbeitet. Zur Vorbereitung wurde im Rahmen des CLIO-Projekts (Cryogenic Laser Interferometer Observatory) ein 100 m langes Interferometer mit Kryotechnik getestet. Dieses Vorläuferprojekt wurde 2006 erfolgreich abgeschlossen. Wegen der Kühlung wurden – anders als bei den anderen Detektoren – Saphir-Spiegel verwendet, weil diese bei tiefen Temperaturen bessere optische Eigenschaften aufweisen. Eine weitere Besonderheit des Detektors ist seine unterirdische Position, wodurch das seismische Rauschen möglichst gering gehalten werden kann. Die Kamioka-Mine wurde gewählt, weil sie einer der seismisch ruhigsten Orte Japans ist.